# Семёновка (Гороховецкий район)
Семёновка — деревня в Гороховецком районе Владимирской области России, входит в состав Куприяновского сельского поселения.

## География
Деревня расположена в 13 км на восток от центра поселения деревни Выезд и в 10 км на юго-восток от Гороховца, в 2 км от ж/д станции Гороховец на линии Ковров — Нижний Новгород.

## История
По переписным книгам 1678 года деревня входила в состав Архангельского прихода и значилась за Лопухиным, в ней были двор помещиков и 3 крестьянских двора.
Согласно метрическим книгам 1809 года, деревня была вотчиной девицы Анны Николаевны Лопухиной. По ревизской сказке 1858 года деревня Семеновская принадлежала генерал-майору Александру Борисовичу Казакову.
По клировой ведомости 1879 года в деревне Семеновской 26 дворов, 66 душ мужского пола и 77 душ женского пола, раскольников-беспоповцев — 1 двор, в нём 1 душа мужского пола и 1 душа женского.
В XIX — первой четверти XX века деревня входила в состав Красносельской волости Гороховецкого уезда, с 1926 года — в составе Гороховецкой волости Вязниковского уезда. В 1859 году в деревне числилось 17 дворов, в 1905 году — 25 дворов, в 1926 году — 33 двора.
С 1929 года деревня являлась центром Семеновского сельсовета Гороховецкого района, с 1940 года — в составе Великовского сельсовета, с 2005 года — в составе Куприяновского сельского поселения.

## Население
| 1859 | 1905 | 1926 | 2002 | 2010 | 2021 |
| ---- | ---- | ---- | ---- | ---- | ---- |
| 129  | ↗342 | ↘148 | ↘22  | ↘6   | ↗9   |